# La clínica de Agnew
La clínica de Agnew (inglés: The Agnew Clinic o The Clinic of Dr. Agnew) es una pintura al óleo de 1889 del artista estadounidense Thomas Eakins. Se realizó en honor del anatomista y cirujano David Hayes Agnew, en su jubilación como profesor de la Universidad de Pensilvania.

## Contexto
La clínica de Agnew muestra al Dr. Agnew realizando una mastectomía parcial en un anfiteatro médico. Él se encuentra en primer plano a la izquierda, sosteniendo un bisturí. También están presentes J. William White, aplicando una venda a la paciente; Joseph Leidy (sobrino del paleontólogo Joseph Leidy), tomando el pulso de la paciente; y Ellwood R. Kirby, administrando la anestesia. Detrás se encuentra la enfermera de Agnew, Mary Clymer, y, en el fondo, estudiantes de medicina de la Universidad de Pensilvania que los observan. Eakins también se colocó en la pintura: es la persona más a la derecha de la pareja detrás de la enfermera, aunque su retrato se atribuye a su mujer, Susan Macdowell Eakins. La pintura también muestra la transición significativa, en sólo 14 años, de la ropa de calle de los participantes representados en La clínica Gross (1875) a las batas blancas de 1889 y de la luz natural a la intensa luz artificial para iluminar la operación.
La pintura es la obra más grande de Eakins. Fue encargada por 750 dólares (equivalente a unos 20.000 dólares actuales) en 1889 por tres clases de alumnos de la Universidad de Pensilvania, en honor a Agnew con motivo de su jubilación. La pintura fue acabada rápidamente, en tres meses, mucho menos que el año entero que Eakins necesitó para La clínica Gross. Eakins inscribió una inscripción en latín en el marco de la pintura que dice: «D. Hayes Agnew M.D. El cirujano más experimentado, el escritor y profesor más claro, el hombre más venerado y estimado».

## Estilo
La obra es un excelente ejemplo del realismo científico de Eakins. La representación tiene una precisión casi fotográfica, de tal manera que los historiadores del arte han sido capaces de identificar a todo el mundo representado en la pintura, a excepción de la paciente. Se repite el tema de la obra de Eakins más temprana, La clínica Gross (1875), ubicada en el Museo de Arte de Filadelfia. La pintura copia el sujeto y tratamiento de la famosa Lección de anatomía del Dr. Nicolaes Tulp (1632) de Rembrandt (en el museo Mauritshuis de La Haya), y otros cuadros anteriores de cirugía pública como el frontispicio De humani corpore fabrica (1543) de Andrea Vesalio, el Quack Physicians Hall (c. 1730) del artista holandés Egbert van Heemskerck, y la cuarta escena de cuadro Las cuatro etapas de la crueldad (1751) de William Hogarth.

## Polémica
La Clínica Agnew es una de las obras de Eakins más debatidas. Su decisión de retratar una mujer parcialmente desnuda observada por una habitación llena de hombres (incluso aunque fueran doctores, y en un innegable encuadre médico) fue polémica. Su exposición fue rechazada de la Pennsylvania Academy of the Fine Arts en 1891 y de la Society of American Artists en 1892. Su exhibición en la Exposición Mundial Colombina de Chicago en 1893 fue muy criticada. El historiador de arte moderno David M. Lubin aseguró que la obra tenía trasfondos psicológicos y sexuales: «la representación de la masculinidad subyugando la feminidad parece un componente esencial de esta obra».
Eakins hizo bocetos preparatorios: un dibujo de David Hayes Agnew, un estudio al óleo de Agnew, y un boceto de composición de la obra entera. Estudios individuales de las 33 figuras probablemente fueron realizadas pero no se han conservado.
Eakins pintó una segunda versión en blanco y negro concretamente para ser reproducida en fotografía. Su amigo y protegido, Samuel Murray, modeló una pequeña estatua de Eakins a partir de su figura en la pintura.
En 2009, La clínica Agnew era un préstamo de la Universidad de Pensilvania al Museo de Filadelfia de Arte.